# 護軍
護軍是中國古代的高級軍事長官的官名，其中中护军、中领军、中都护等职位掌管禁軍、主持選拔武官、監督管制諸武將。通常都是帝王身邊受信賴的重臣或皇親國戚才能擔任此要職。这一官名始于秦，到三国、西晋时期发展到重要性的顶峰，唐宋以后逐渐消失。

## 历史沿革

### 秦汉
護軍官名最早出現是在秦朝時所設置的護軍都尉，漢朝則延用秦制。
漢高帝時，曾以陳平為護軍中尉，盡護諸將。漢武帝時，有護軍都尉之官，隸屬於大司馬，而非漢朝列職。
漢哀帝時，將護軍改名為司寇。漢平帝元始元年，又改回護軍。班固曾經擔任大將軍中護軍，不過亦是隸屬於將軍幕府，而非漢朝列職。 

### 三国时期
建安十二年，漢丞相曹操將護軍改為中護軍，領軍改為中領軍，並令其掌管禁軍。後來曹魏進一步設置護軍將軍，掌管選拔武官，隸領軍。蜀汉、东吴都有此职位。
曹魏後來在諸州設置都督以管理地方軍事，並隨之設置護軍。後來在諸要鎮及將軍出征時亦都設置護軍。如曹操曾令曹真為征蜀護軍，負責統督諸將，此后吳、蜀亦置。

#### 特点
由於漢、三國、晉朝時期中護軍的職掌為掌禁軍，總統諸將，并且主武官選舉，因此為此職者必須秉公無私，才能舉薦良材，反之則有接收賄絡之譏。如曹昭叔在『述孝詩敘』中自稱： 「余年三十，遷中領軍，總六軍之要，秉選舉之機。」
曹魏权臣司馬師為中護軍时，《晉書》称其：“作選用之法，舉不越功，吏無私焉。”司马氏建立晋朝后，晉武帝认为『中護軍職典戎選，宜得幹才』，以羊琇為中護軍。蜀漢時名将趙雲、陳到曾為中護軍、護軍，楊戲於《季漢輔臣贊》中贊曰「征南（趙雲）厚重，征西（陳到）忠克，統時選士，猛將之烈。」
反之，汉初陳平為護軍中尉時，就有人上讒言說：「平受諸將金，多者得善處，金少者得惡處。」。曹魏蔣濟為護軍時，民間有歌謠譏笑他說：『欲求牙門，當得千匹；五百人督，得五百匹。』意指蔣濟賣官高低各有價格。《魏略》明白地指出：「 護軍之官，總統諸將，主武官選。前後當此官者，不能止貨賂。」
三国时期由于以军阀割据为主题，控制军事力量的势力往往能在内外政治斗争中取得极大优势。中护军、中领军等要职直接负责选拔下级武将，非常容易形成忠于自己的军事势力，所以很多情况下都由受到统治者绝对信任的重臣或皇親國戚担当，如东吴的周瑜、蜀汉的李严。而此职位一旦落入权臣家族之手，则可能成为其控制朝政进而夺取政权的重要力量，曹魏后期先后担任此职务的有司马师、司马昭、王肃、司马望、羊祜，其中王肃是司马昭岳父，司马望是司马师和司马昭的堂兄，羊祜是司马师妻弟，最终司马昭之子司马炎迫使曹魏禅让，建立晋朝。

### 隋唐至清朝
南朝宋時置有護軍將軍，負責掌外軍。領、護軍資歷重者為領軍將軍、護軍將軍，資輕者為中領軍、中護軍。
隋煬帝時設十二衛，每衛置護軍四人，以輔佐將軍。後來改護軍為虎賁郎將。
唐朝時則置有上護軍、護軍，不過多為勳官，後來設置護軍中尉及中護軍以掌管禁軍，並多以宦官擔任。
清朝時則以守衛宮殿（紫禁城與圓明園）門戶的八旗精兵為護軍營（巴牙喇營），設有護軍統領（巴牙喇纛額真、巴牙喇纛章京）。

## 民国时期
中華民國北洋政府不常置护军使。有两种情形：
- 在不设督军的省（如黑龙江、贵州、福建、山东、江西、广西等）以护军使节制全省陆军，直属中央，地位相当于督军；
- 只辖省内一个地区，由督军调遣，权限接近于镇守使。
  - 甘肃省
    - 宁夏护军使
    - 陇东护军使
    - 甘州护军使

  - 江苏省
    - 淞沪护军使
    - 淞沪护军副使
    - 淮阳护军使
    - 江北护军使
    - 海州护军使

  - 福建省
    - 漳厦护军使
    - 建安护军使
    - 兴泉护军使
    - 闽北护军使

  - 四川省
    - 重庆护军使

  - 广东省
    - 广东护军使
    - 广东护军副使
    - 潮梅护军使
    - 琼崖护军使
    - 钦廉护军使

  - 热河
    - 赤开护军使